# خط طول 44° غرب
خط طول 44° غرب هو أحد خطوط الطول الجغرافية، والتي تمتد من القطب الشمالي الجغرافي إلى القطب الجنوبي الجغرافي، وحسب التحويل الزمني يتأخر خط طول 44° غرب عن خط غرينتش بساعتين و56 دقيقة.

## من القطب إلى القطب
ينطلق خط طول 44° غرب من القطب الشمالي نحو القطب الجنوبي مرورا بالمناطق التي ترد في الجدول التالي:
| الإحداثيات                         | البلد أو الإقليم أو البحر | ملاحظات |
| ---------------------------------- | ------------------------- | --- |
| 90°0′N 44°0′W / 90.000°N 44.000°W  | المحيط المتجمد الشمالي    | |
| 83°41′N 44°0′W / 83.683°N 44.000°W | بحر لنكولن                | |
| 83°14′N 44°0′W / 83.233°N 44.000°W | جرينلاند                  | |
| 82°50′N 44°0′W / 82.833°N 44.000°W | J.P. Koch Fjord           | |
| 82°46′N 44°0′W / 82.767°N 44.000°W | جرينلاند                  | |
| 82°25′N 44°0′W / 82.417°N 44.000°W | Nordenskiöld Fjord        | |
| 82°18′N 44°0′W / 82.300°N 44.000°W | جرينلاند                  | Mainland and Sammisoq |
| 60°4′N 44°0′W / 60.067°N 44.000°W  | unnamed waterbody         | |
| 59°58′N 44°0′W / 59.967°N 44.000°W | جرينلاند                  | Egger Island |
| 59°49′N 44°0′W / 59.817°N 44.000°W | المحيط الأطلسي            | |
| 2°38′S 44°0′W / 2.633°S 44.000°W   | البرازيل                  | مارانهاو بياوي — 6°46′S 44°0′W / 6.767°S 44.000°W باهيا — 10°25′S 44°0′W / 10.417°S 44.000°W ميناس جرايس — 14°16′S 44°0′W / 14.267°S 44.000°W, passing just west of بيلو هوريزونتي (at 19°55′S 43°56′W / 19.917°S 43.933°W) ريو دي جانيرو (ولاية) — 22°10′S 44°0′W / 22.167°S 44.000°W |
| 22°57′S 44°0′W / 22.950°S 44.000°W | Sepetiba Bay              | |
| 23°5′S 44°0′W / 23.083°S 44.000°W  | البرازيل                  | ريو دي جانيرو (ولاية) — Restinga da Marambaia (مياه ضحلة) |
| 23°6′S 44°0′W / 23.100°S 44.000°W  | المحيط الأطلسي            | |
| 60°0′S 44°0′W / 60.000°S 44.000°W  | المحيط الجنوبي            | |
| 78°16′S 44°0′W / 78.267°S 44.000°W | القارة القطبية الجنوبية   | المطالب الإقليمية بالقارة القطبية الجنوبية by both الأرجنتين (المقاطعة الأرجنتينية بالقارة القطبية الجنوبية) and المملكة المتحدة (المقاطعة البريطانية بالقارة القطبية الجنوبية) |